# Chāh Talkh-e Shomālī
Chāh Talkh-e Shomālī (persiska: چاه تَلخِ پائين, Chāh Talkh-e Pā’īn, جاه تلخ شمالی) är en ort i Iran.   Den ligger i provinsen Bushehr, i den centrala delen av landet, 800 km söder om huvudstaden Teheran. Chāh Talkh-e Shomālī ligger 13 meter över havet och antalet invånare är 683.
Terrängen runt Chāh Talkh-e Shomālī är platt. En vik av havet är nära Chāh Talkh-e Shomālī åt sydväst. Runt Chāh Talkh-e Shomālī är det ganska glesbefolkat, med 40 invånare per kvadratkilometer. Närmaste större samhälle är Choghādak, 14,8 km norr om Chāh Talkh-e Shomālī. Trakten runt Chāh Talkh-e Shomālī är ofruktbar med lite eller ingen växtlighet.